# 삼성사
삼성사(三聖祠)는 황해도(黃海道) 문화현(文化縣, 지금의 북한 황해남도 안악군) 구월산(九月山)에 위치한 조선시대 환인·환웅·단군의 삼신 관련 사당으로, 고려, 조선 시대 국가와 민간에서 단군(檀君)의 제사를 지내던 곳이다.

## 개요
고려 공민왕(恭愍王) 때의 문인 이승휴(李承休)의 《제왕운기》(帝王韻紀)에 "제요(帝堯)와 함께 무진년에 일어나(竝與帝高興戊辰)/우순(禹舜)을 지나 하(夏)를 거치도록 왕위에 계시더니(經虞歷夏居中宸)/은(殷) 무정(武丁) 8년 을미에(於殷虎丁八乙未)/아사달산에 들어가 신이 되셨네(入阿斯達山爲神)"라고 읊고, 아사달산에 대해 주석을 달아 "지금의 구월산이다. 궁홀(宮忽) 또는 삼위(三危)라고도 하니, 그 사당이 아직도 있다(今九月山也. 一名宮忽, 又名三危, 祠堂猶存)"고 기록했고, 여기서 말하는 사당이 바로 삼성사이다.
조선 성종(成宗) 때의 황해도관찰사(黃海道觀察使) 이예(李芮)의 보고에 따르면, 삼성사는 구월산 패엽사(貝葉寺) 서쪽 대증산의 어느 절에 속해있던 것을 패엽사 아래 작은 봉우리로 옮겼다가 다시 소증산으로 옮긴 것이었다(옮겨진 시기는 불명). 위패와 함께 목상도 모시고 있었는데, 태종(太宗) 때에 재상 하륜(河崙)이 전국의 사당에 모셔져 있던 목상들을 혁파하고 위패만을 모실 것을 건의한 뒤에 목상은 없어지고 위패만 남아 있었다고 한다.

## 역사

### 평양 단군 사당으로 옮김
세종(世宗) 10년(1428년) 퇴직한 정승 류관(柳寬)은 문화현 동쪽에 단군이 도읍했다고 전하는 장장이라는 지역이 정말 단군의 도읍인지 확인해줄 것을 요청하며, 고향인 문화현 노인들로부터 들은 사당에 관한 내용을 보고했다. 그에 따르면 사당 북쪽 벽에 단웅천왕(檀雄天王), 동쪽 벽에 단인천왕(檀因天王), 서쪽 벽에 단군천왕(檀君天王)을 모시고 문화현 사람들은 삼성당(三聖堂)이라 불렀고, 구월산 아래에 있는 동리를 성당리(聖堂里)라 불렀으며 신당 안팎에는 날짐승이나 들짐승도 들어오지 않고 날씨가 가물 때를 기우제를 지내면 효험이 있었다고 한다. 조선 조정은 구월산의 단군 제사를 평양(平壤)의 숭령전(崇靈殿)으로 옮겨 제사하게 하고 삼성사의 제사를 폐지했으나, 사당 자체는 세종 32년(1450년)에 현령(縣令) 신효원(申孝源)이 사당 건물을 중창하는 등 유지되었고, 비가 오지 않을 때는 문화현령이 주재하여 흰 쌀밥과 흰 떡, 폐백과 실과를 차려 기우제를 지냈다고 한다. 조선의 산천제례 목록에 구월산 삼성사는 누락되며 성종 3년까지 20년 가량 춘추로 지내는 제사 허용을 기다리게 된다. 조선 태조의 묘지명에는 신이사관을 적용했으면서도, 단군에게 적용시킬 때는 침묵하고 부인하였다.

단종(端宗) 즉위년(1452년) 황해도 지역에 역병이 돌자 주민들 사이에는 구월산의 단군 사당을 평양으로 옮기고 제사를 없앤 바람에 역병이 나돌게 되었다는 소문이 나돌았고, 경창부윤(慶昌府尹) 이선제(李先齊)가 상소로 구월산의 삼성사를 다시 지어 이전대로 제사지낼 것을 요청했다. 세조(世祖) 4년(1458년)에 현령 매좌(梅佐)가 사당의 단청을 칠한데 이어, 사당의 제기(祭器)도 놋그릇으로 바꾸었다(원래 금과 은이었던 것을 고려 말년에 왜구의 준동으로 사기그릇을 써왔다).
성종 3년(1472년) 황해관찰사 이예의 치계에 따라 황해도 백성의 소원대로 평양 단군묘의 예(例)에 따라 해마다 봄·가을로 향과 축문(祝文)을 내려 제사를 행하자는 예조(禮曹)의 주청을 왕이 받아들여 다시 삼성사의 제사가 이루어지게 되었다. 성종 때부터 삼성당에서 삼성사라 불리기 시작했다.
광해군(光海君) 때의 문인이었던 허균(許筠)도 삼성사를 방문해 시를 남겼는데, 삼성사에서 단군뿐이 아니라 환웅과 환인까지 함께 제사한다는 것은 조선 후기 유학자들의 비판 대상이 되었다. 안정복(安鼎福)은 《동사강목》(東史綱目)을 지으면서 삼성사에 대해 "단군을 제사하는 것은 마땅하거니와, 환인ㆍ환웅은 망설이지 말고 빨리 제거하여야 한다."고 평했다. 《영조실록》에는 영조(英祖)대에 삼성사의 훼철 문제가 거론되고 있었음을 엿볼 수 있는데, 다만 삼성사를 헐지 말 것을 청하는 유생들도 있었고, 대신들이 강력하게 청하고 나서야 영조는 비로소 삼성사 훼철에 대한 명령을 거두었다. 정조(正祖) 5년(1781년) 정조는 삼성사를 수리하고 제사지낼 축문을 내려보냈다.

### 조선의 멸망과 일제시대 대종교의 등장
융희(隆熙) 3년(1909년), 을사오적의 암살을 꾀했다는 죄목으로 잡혀 유배생활을 하다가 특사로 풀려난 나철(羅喆)은 음력 1월 15일(대종교에서 기념하는 중광절重光節)에 이르러 대종교(大倧敎)를 창시하고, 초대 교주인 도사교(都司敎)에 취임하여 5대 종지를 공포하였다. 또한 단군 개국과 입도(立道)를 구분하여 기원전 2333년에 124년을 더해 천신강세기원(天神降世紀元)을 정해 단군교 원년으로 발표했다. 하지만 2년 뒤 경술국치(庚戌國恥)가 일어나고, 단군교의 이름을 빙자한 친일 분자들의 행각으로 원래의 명칭으로 환원한다는 의미와 함께 대종교라고 이름을 바꾸었다. 이듬해 그는 대종교의 신관(神觀)을 삼신일체의 원리로 설명한 《신리대전》(神理大全)을 발간하는 한편, 강화도 마니산에 있는 참성단(塹星壇)과 평양 숭령전을 순방하고 중국 지린성 허룽 시의 청파 호(靑波湖)에 교당과 지사(支司)를 설치했다.
대종교의 급속한 확장에 일제는 1915년 종교통제안(宗敎統制案)을 공포해 대종교를 불법화했고 교단이 존폐 위기에 몰리자 나철은 1916년 음력 8월 14일, 상교(尙敎) 김두봉(金枓奉)을 비롯한 여섯 명을 대동하고서 삼성사에 들어와 수행을 시작한다. 나철은 삼성사 앞 언덕에 올라 북쪽으로 백두산(白頭山), 남쪽으로 조상의 묘소를 향해 참배한 뒤 "오늘 3시부터 사흘 동안 단식 수도할 테니 누구도 문을 열지 말라."고 문 앞에 써붙인 뒤 수도에 들어갔고, 16일 새벽 이상스럽게 인기척이 없어 제자들이 문을 뜯고 들어가니, 이미 유서를 남기고 숨을 거둔 뒤였다.
나철이 죽고 삼성사는 민심의 동요를 두려워한 일제에 의해 헐려버렸다. 사당이 헐린 자리 부근에 무덤이 하나둘씩 생겨났고, 1926년 대종교선교회는 삼성사 재건에 나섰는데, 일제가 1928년에 무덤이 늘어난 삼성사 터를 가족공동묘지로 불하할 계획을 수립했음이 밝혀져 《동아일보》(東亞日報)에 보도되기도 했다.

1994년 3월 12일부터 14일까지 남한측의 대종교 총전교 안호상은 중국의 베이징(北京)에서 북한의 조선천도교 중앙지도위원장 류미영과 접촉, 10월 3일로 예정된 평양의 단군릉 준공 행사 초청과 더불어 북측의 백두산 천지와 평양의 단군릉, 구월산 삼성사, 평양 숭령전 그리고 남측의 강화도 마니산 제천단 등 모두 다섯 곳을 성지로 지정 복구하기로 합의했다고 밝혔다.
2000년 10월 27일 북한의 조선중앙통신은 삼성사가 개건(改建)되었다고 보도했다.

## 같이 보기
- 구월산
- 나철
- 대종교
- 천제단